# Château de Montanglaust
Le château de Montanglaust est situé sur la commune de Coulommiers, dans le département de Seine-et-Marne. 

## Historique
Le château est construit par Henri Pidoux. Françoise Pidoux, mère de Jean de La Fontaine, y est né le 14 octobre 1582. Jean de La Fontaine y passe des vacances.

## Sources
- "Le château de Montanglaust (ses aventures et ses poèmes)", in: Paulette Lauxerrois,Coulommiers : souvenirs perdus et retrouvés : récits, folklore, légendes, poèmes, chants, patois, 1964
- Yves Richard, Coulommiers et ses environs, 1992